# Temporada 2010 del Campeonato de Fórmula Dos de la FIA
La temporada 2010 del Campeonato de Fórmula Dos de la FIA fue la segunda edición de dicho campeonato. Empezó el 18 de abril en Silverstone y finalizó el 19 de septiembre en el Circuito Ricardo Tormo. El campeón fue el británico Dean Stoneman, que a lo largo del campeonato mantuvo una lucha por el título con su compatriota Jolyon Palmer.

## Cambios en el reglamiento
Tal como se anunció en la reunión del Deporte del Motor Mundial de la FIA de en diciembre de 2009, los coches de la Fórmula 2 ahora tienen un poder de base de potencia al freno 425 (317 kW 431 CV), frente a los caballos de fuerza de freno 400 (298 kW; 406 PS) en 2009. El overboost también se incrementará de 50 caballos de fuerza de frenado (37 kW, 51 caballos de fuerza PS) a 55(41 kW 56 CV), dando una potencia máxima de 480 caballos de fuerza de frenado (358 kW 487 CV) . Las carreras también se ampliarán a 40 minutos de duración, y pondrá en práctica el sistema de puntuación 25-18-15-12-10-8-6-4-2-1 como se está introduciendo en la Temporada 2010 de Fórmula 1.

## Pilotos
| N.º | Piloto               | Rondas   |
| --- | -------------------- | -------- |
| 2   | Will Bratt           | Todas    |
| 3   | Jolyon Palmer        | Todas    |
| 4   | Benjamin Bailly      | Todas    |
| 5   | Ricardo Teixeira     | Todas    |
| 6   | Armaan Ebrahim       | Todas    |
| 7   | Ivan Samarin         | Todas    |
| 8   | Plamen Kralev        | Todas    |
| 9   | Mihai Marinescu      | Todas    |
| 10  | Benjamin Lariche     | Todas    |
| 11  | Jack Clarke          | Todas    |
| 12  | Kelvin Snoeks        | 1-5, 7-9 |
| 14  | Sergey Afanasyev     | Todas    |
| 16  | Ramón Piñeiro        | 9        |
| 17  | Johan Jokinen        | 1-3      |
| 19  | Nicola de Marco      | Todas    |
| 21  | Kazim Vasiliauskas   | Todas    |
| 22  | Johannes Theobald    | 8-9      |
| 24  | Tom Gladdis          | 1, 6-7   |
| 26  | Parthiva Sureshwaren | 1-6      |
| 27  | Paul Rees            | 1-4      |
| 28  | Ajith Kumar          | 1-3      |
| 28  | Julian Theobald      | 6-8      |
| 33  | Philipp Eng          | Todas    |
| 48  | Dean Stoneman        | Todas    |
| 77  | Natalia Kowalska     | 1-7, 9   |
| N.º | Piloto               | Rondas   |

## Calendario
| Ronda | Ronda | Circuito                           | País            | Fecha            | Acompañado por |
| ----- | ----- | ---------------------------------- | --------------- | ---------------- | -------------- |
| 1     | R1    | Silverstone Circuit                | Reino Unido     | 18 de abril      | Único evento   |
| 1     | R2    | Silverstone Circuit                | Reino Unido     | 18 de abril      | Único evento   |
| 2     | R1    | Circuito de Marrakech              | Marruecos       | 1 de mayo        | WTCC           |
| 2     | R2    | Circuito de Marrakech              | Marruecos       | 2 de mayo        | WTCC           |
| 3     | R1    | Autodromo Nazionale Monza          | Italia          | 22 de mayo       | WTCC           |
| 3     | R2    | Autodromo Nazionale Monza          | Italia          | 23 de mayo       | WTCC           |
| 4     | R1    | Zolder                             | Bélgica         | 19 de junio      | WTCC           |
| 4     | R2    | Zolder                             | Bélgica         | 20 de junio      | WTCC           |
| 5     | R1    | Autódromo Internacional do Algarve | Portugal        | 3 de julio       | WTCC           |
| 5     | R2    | Autódromo Internacional do Algarve | Portugal        | 4 de julio       | WTCC           |
| 6     | R1    | Brands Hatch                       | Reino Unido     | 17 de julio      | WTCC           |
| 6     | R2    | Brands Hatch                       | Reino Unido     | 18 de julio      | WTCC           |
| 7     | R1    | Autódromo de Brno, Brno            | República Checa | 31 de julio      | WTCC           |
| 7     | R2    | Autódromo de Brno, Brno            | República Checa | 1 de agosto      | WTCC           |
| 8     | R1    | Motorsport Arena Oschersleben      | Alemania        | 4 de septiembre  | WTCC           |
| 8     | R2    | Motorsport Arena Oschersleben      | Alemania        | 5 de septiembre  | WTCC           |
| 9     | R1    | Circuito Ricardo Tormo, Cheste     | España          | 18 de septiembre | WTCC           |
| 9     | R2    | Circuito Ricardo Tormo, Cheste     | España          | 19 de septiembre | WTCC           |

## Resultados
| Pos | Piloto               | SIL | SIL | MAR | MAR | MON | MON | ZOL | ZOL | ALG | ALG | BRH | BRH | BRN | BRN | OSC | OSC | VAL | VAL | Puntos |
| --- | -------------------- | --- | --- | --- | --- | --- | --- | --- | --- | --- | --- | --- | --- | --- | --- | --- | --- | --- | --- | ------ |
| 1   | Dean Stoneman        | 2   | Ret | 1   | 2   | 2   | 4   | 1   | 3   | 11  | 1   | 1   | 12  | 2   | 2   | 1   | 1   | 9   | 3   | 284    |
| 2   | Jolyon Palmer        | 1   | 2   | Ret | 5   | 1   | 1   | 2   | 2   | 1   | 2   | 8   | Ret | 5   | 1   | 3   | 12  | 7   | 13  | 242    |
| 3   | Sergey Afanasyev     | 3   | 6   | 8   | 7   | Ret | 2   | 4   | 15† | 9   | 12  | 6   | 5   | 3   | 4   | 4   | 3   | 5   | 5   | 157    |
| 4   | Kazim Vasiliauskas   | 5   | 7   | 10  | 4   | 3   | Ret | 3   | 7   | 4   | Ret | 11  | Ret | 11  | 3   | 2   | 2   | Ret | 1   | 153    |
| 5   | Will Bratt           | 6   | 5   | Ret | 3   | 4   | 3   | 14  | 5   | Ret | 5   | 4   | 3   | 8   | 10  | 6   | 7   | 2   | 15  | 144    |
| 6   | Philipp Eng          | 4   | 1   | 2   | 1   | 11  | Ret | 15  | 12  | 15  | 6   | 10  | 1   | 6   | 18  | 7   | 9   | 4   | 11  | 142    |
| 7   | Benjamin Bailly      | 11  | 11  | Ret | Ret | 6   | 6   | 6   | 1   | 2   | 3   | 13  | 11  | 4   | 5   | 5   | 5   | 8   | 9   | 130    |
| 8   | Nicola de Marco      | 9   | 10  | Ret | Ret | Ret | Ret | 10  | Ret | 5   | 7   | 7   | 4   | 1   | 6   | 9   | 15  | 1   | Ret | 98     |
| 9   | Jack Clarke          | Ret | 4   | Ret | Ret | Ret | 12  | Ret | 4   | 3   | Ret | 2   | 8   | Ret | 9   | 12  | DNS | 16  | 2   | 81     |
| 10  | Armaan Ebrahim       | 8   | 9   | 6   | 6   | Ret | 5   | 5   | Ret | 7   | Ret | 9   | 7   | Ret | 13  | 11  | 10  | 3   | 7   | 78     |
| 11  | Mihai Marinescu      | 7   | 8   | Ret | 14  | 5   | 16  | 8   | 6   | 12  | 4   | 12  | 6   | 16  | 11  | 13  | 6   | 13  | 6   | 68     |
| 12  | Ivan Samarin         | DSQ | 15  | 4   | Ret | 12  | 8   | 7   | 8   | 13  | 8   | 3   | 9   | 14  | 16  | Ret | 8   | 10  | 4   | 64     |
| 13  | Kelvin Snoeks        | 12  | Ret | 3   | 9   | 13  | DSQ | 11  | 10  | Ret | Ret |     |     | 7   | 8   | 8   | 4   | 12  | 8   | 48     |
| 14  | Benjamin Lariche     | 10  | 19† | 9   | 10  | 8   | 9   | Ret | 9   | 8   | 10  | 14  | 10  | 10  | 7   | Ret | 11  | 6   | 14  | 33     |
| 15  | Tom Gladdis          | Ret | Ret |     |     |     |     |     |     |     |     | 5   | 2   | 12  | 12  |     |     |     |     | 28     |
| 16  | Ricardo Teixeira     | 17† | 14  | 5   | Ret | 16† | 13  | 9   | Ret | 6   | Ret | 16  | 16  | 9   | Ret | 10  | 16  | 14  | Ret | 23     |
| 17  | Johan Jokinen        | Ret | 3   | Ret | Ret | 7   | Ret |     |     |     |     |     |     |     |     |     |     |     |     | 21     |
| 18  | Paul Rees            | 13  | 13  | 7   | 8   | 9   | 7   | 13  | 13  |     |     |     |     |     |     |     |     |     |     | 18     |
| 19  | Natalia Kowalska     | 14  | 12  | Ret | 11  | Ret | 14  | Ret | 11  | 10  | 9   | 15  | 13  | Ret | 14  |     |     | Ret | 16  | 3      |
| 20  | Plamen Kralev        | 15  | 17  | 12  | 12  | 10  | 11  | Ret | 14  | Ret | Ret | Ret | 15  | 15  | 17  | 15  | 14  | 17  | 17  | 1      |
| 21  | Parthiva Sureshwaren | 16  | 16  | 11  | Ret | 15  | 10  | 12  | Ret | 14  | 11  | 18  | 14  |     |     |     |     |     |     | 1      |
| 22  | Ramón Piñeiro        |     |     |     |     |     |     |     |     |     |     |     |     |     |     |     |     | 15  | 10  | 1      |
| 23  | Johannes Theobald    |     |     |     |     |     |     |     |     |     |     |     |     |     |     | 16  | 13  | 11  | 12  | 0      |
| 24  | Ajith Kumar          | 18  | 18  | 13  | 13  | 14  | 15  |     |     |     |     |     |     |     |     |     |     |     |     | 0      |
| 25  | Julian Theobald      |     |     |     |     |     |     |     |     |     |     | 17  | 17  | 13  | 15  | 14  | Ret |     |     | 0      |
| Pos | Piloto               | SIL | SIL | MAR | MAR | MON | MON | ZOL | ZOL | ALG | ALG | BRH | BRH | BRN | BRN | OSC | OSC | VAL | VAL | Puntos |

| Color     | Resultado                                                               |
| --------- | ----------------------------------------------------------------------- |
| Oro       | Ganador                                                                 |
| Plata     | 2.ª plaza                                                               |
| Bronce    | 3.ª plaza                                                               |
| Verde     | Finalizó en los puntos                                                  |
| Azul      | Finalizó sin puntos                                                     |
| Azul      | NC - No clasificado                                                     |
| Violeta   | Ret - No terminó (Carrera)                                              |
| Rojo      | DNQ - No se clasificó                                                   |
| Negro     | DSQ - Descalificado                                                     |
| Blanco    | DNS - No empezó (carrera)                                               |
| Blanco    | WD - Retirado (fin de semana)                                           |
| Blanco    | C - Carrera cancelada                                                   |
| Sin color | DNP - Inscrito pero no participó                                        |
| Sin color | INJ - Lesionado                                                         |
| Sin color | EX - Excluido                                                           |
| Estado    | Resultado                                                               |
| Negrita   | Pole position                                                           |
| Cursiva   | Vuelta rápida                                                           |
| †         | Abandona, pero clasifica al completar el porcentaje requerido para ello |

### Estadísticas
| Pos. | Piloto               | Carreras disputadas | Victorias | Porcentaje de victorias | Podios | Poles | Vueltas rápidas | Puntos |
| ---- | -------------------- | ------------------- | --------- | ----------------------- | ------ | ----- | --------------- | ------ |
| 1    | Dean Stoneman        | 18                  | 6         | 33,3%                   | 13     | 6     | 6               | 284    |
| 2    | Jolyon Palmer        | 18                  | 5         | 27,7%                   | 10     | 5     | 3               | 242    |
| 3    | Sergey Afanasyev     | 18                  |           |                         | 4      | 1     | 1               | 157    |
| 4    | Kazim Vasiliauskas   | 18                  | 1         | 5,5%                    | 6      | 2     | 2               | 153    |
| 5    | Will Bratt           | 18                  | 3         | 16,6%                   | 4      |       | 1               | 144    |
| 6    | Philipp Eng          | 18                  | 1         | 5,5%                    | 4      | 2     | 1               | 142    |
| 7    | Benjamin Bailly      | 18                  | 2         | 11,1%                   | 3      | 1     |                 | 130    |
| 8    | Nicola de Marco      | 18                  |           |                         | 2      | 1     | 2               | 98     |
| 9    | Jack Clarke          | 17                  |           |                         | 3      |       |                 | 81     |
| 10   | Armaan Ebrahim       | 18                  |           |                         |        |       |                 | 78     |
| 11   | Mihai Marinescu      | 18                  |           |                         | 1      |       | 1               | 68     |
| 12   | Ivan Samarin         | 18                  |           |                         | 1      |       |                 | 64     |
| 13   | Kelvin Snoeks        | 16                  |           |                         | 1      |       |                 | 48     |
| 14   | Benjamin Lariche     | 18                  |           |                         |        |       |                 | 33     |
| 15   | Tom Gladdis          | 6                   |           |                         | 1      |       |                 | 28     |
| 16   | Ricardo Teixeira     | 18                  |           |                         |        |       |                 | 23     |
| 17   | Johan Jokinen        | 6                   |           |                         | 1      |       | 1               | 21     |
| 18   | Paul Rees            | 8                   |           |                         |        |       |                 | 18     |
| 19   | Natalia Kowalska     | 16                  |           |                         |        |       |                 | 3      |
| 20   | Plamen Kralev        | 18                  |           |                         |        |       |                 | 1      |
| 21   | Parthiva Sureshwaren | 12                  |           |                         |        |       |                 | 1      |
| 22   | Ramón Piñeiro        | 2                   |           |                         |        |       |                 | 1      |
| NC   | Johannes Theobald    | 4                   |           |                         |        |       |                 | 0      |
| NC   | Ajith Kumar          | 6                   |           |                         |        |       |                 | 0      |
| NC   | Julian Theobald      | 6                   |           |                         |        |       |                 | 0      |